# 井之原快彥
井之原快彥（日语：／ Inohara Yoshihiko，1976年5月17日—），日本男藝人，經紀公司為傑尼斯事務所 → 星達拓娛樂。其妻為演員瀨戶朝香。
1995年與坂本昌行、長野博、森田剛、三宅健以及岡田一，組成團體「V6」，發行單曲「MUSIC FOR THE PEOPLE」正式出道。

## 經歷
- 1988年，12歲時加入日本著名的演藝經紀公司傑尼斯事務所，同期有前TOKIO成員山口達也。

- 之後以Johnny's Jr.的身份活躍於各演藝工作間，Jr.期間最要好的朋友是同學年的TOKIO的松岡昌宏和SMAP的香取慎吾。

- 1995年與、長野博、森田剛、三宅健及岡田准一組成團體「V6」，11月1日發行單曲「MUSIC FOR THE PEOPLE」正式出道。

- 除了V6及20th Century的活動，井之原快彥更以個人的身份，向其他演藝活動伸出觸角，參與舞台劇、電視劇、廣告、主持、寫作等多樣工作。

- 自2001年4月到2006年3月的5年間、擔任富士電視台兒童節目→的主持人。

- 2004年春天，為了實現與父親之間的約定，決定重回高中，繼續之前中斷的學業，在演藝工作與課業間來回奔波後，終於在2005年春天順利畢業。

- 2005年，出版《偶像武者修行》 一書，披露演藝界及個人生活的種種酸甜苦辣。

- 2006年到2017年間，飾演朝日電視台的『警視廳搜查一課9係』中淺輪直樹一角。在2018年開始的續編『特搜9』中升格為主角。

- 從2010年3月29日到2018年3月30日的8年間，擔任NHK綜合台晨間新聞資訊節目『朝一』的初代主持人，並被觀眾稱之為NHK的「朝之顏」。主持功力頗獲各界肯定。

- 2015年4月開始擔任節目『出没!アド街ック天国』的第2代主持人。同年、擔任『第66回NHK紅白歌合戰』白組主持。

- 2022年11月1日發表繼任傑尼斯島嶼代表董事兼社長，因前任代表董事兼社長瀧澤秀明於9月26日起自傑尼斯島嶼辭任並於10月31日退社[2]。今後將作為「Playing Manager」培養小傑尼斯藝人並繼續演藝活動。

- 2023年10月2日，就任SMILE-UP.副社長，並繼續藝能活動。

- 2023年12月8日，就任星達拓娛樂COO，同時卸任SMILE-UP.副社長一職[3][4]。2024年4月10日，自COO轉任CMO[5]。2025年6月27日，因個人意願和任期屆滿卸任CMO的職務[6]。

### 個人生活
- 2007年9月28日宣布與交往中的演員瀨戶朝香結婚，是傑尼斯事務所中繼近藤真彥、植草克秀、岡本健一（現已離婚）、木村拓哉後第五位結婚的，也是事務所旗下第一位與結婚對象舉行結婚報告記者會的藝人。

- 2009年9月公開瀨戶朝香懷孕喜訊。2010年3月2日下午3點45分，瀨戶產下一子，重2844公克。2013年11月22日，女兒誕生[7]。

## 人物
- 出生於東京都台東區淺草，成長於品川區八潮。當時同學們都稱呼他（ino）。嵐主演的『PIKA☆NCHI 生活艱難但是快樂』系列電影，就是以他成長環境為背景所描述的故事。

- 進入演藝圈的原因是小時候因為觀看電視劇「西部警察（日语：西部警察）」而以石原軍團（日语：石原プロモーション）為目標。然而認為自己「食量太小應該不行」，決定放棄石原軍團改而選擇傑尼斯。

- 在V6裡大多是擔當MC，負責在團體中扮演說笑、炒熱氣氛的角色。

- Jr.時期，坂本和長野經常稱呼井之原快彥（小不點），而他稱呼坂本（哥哥）。井之原快彥在V6裡因為年齡的關係，剛好在年長組以及年少組之間，因此成為2個小組之間的溝通橋樑。森田剛曾說過「如果沒有井之原，V6就很難繼續」。

- 興趣廣泛的井之原快彥，另涉獵作詞與作曲。（詳細請參考作詞・作曲）

### 興趣・特技
- 對鮭魚卵過敏。吃了會出現蕁麻疹，但是因為很喜歡，所以一年只吃一次。

- 出道前，是大友克洋動畫電影AKIRA的粉絲。

- 小學2年級至中學1年級，學習過空手道。當時在地區大賽獲得亞軍，還獲得過全國大賽第三名。另外，因為祖母的關係，也學過書道並獲得習字一級。

- 手工很厲害。曾自己手工製作滑板的跳台。

- 興趣是芳香。喜歡復活即將枯死的觀賞植物。

- 日本職棒軟銀鷹的粉絲。契機是自從王貞治擔任該隊的總教練。

- 非常喜歡職業摔角・WWE。更是反派・Triple H 的超級大粉絲。在2005年2月4日-2月5日，埼玉超級競技場舉行的「ROAD TO WRESTLEMANIA 21 JAPAN TOUR」，被富士電視台現場轉播拍到。

### 交友關係
- 傑尼斯之外，跟森山直太朗、宇多田光、氣志團的綾小路翔關係很好。4人經常聚集在一起，並稱呼。

## 音樂作品
※ 有關V6身分之活動內容與作品，請參考「V6 (偶像團體)#音樂作品」項目。

### 20th Century（Tonisen）
V6 這個團體又可分為兩個子團體，會各自以子團體的名義，發行單曲、專輯或舉辦巡迴演唱會，而由本昌行、長野博與井之原快彥三人組成的子團體名為「20th Century」，通常暱稱為「Tonisen」（トニセン，或是 TC）。直至 2021 年，Tonisen 已發行兩張專輯、三張單曲，一張精選集，以及一張演唱會DVD（詳列於下）。此外，TC目前在關西也固定有廣播節目「V6 Next Generation」。

#### 專輯
- 1997年 ROAD（AVCD-11588）
- 1998年 !-attention-（AVCD-11670）
- 2004年 Replay-Best of 20th Century-（AVCD-17420，精選集）

#### 單曲
- 1999年 WISHES -I'll be there-（AVCD-30065）
- 2000年 Precious Love（AVCD-30161）
- 2008年 非我不可，非你莫屬（オレじゃなきゃ、キミじゃなきゃ、AVCD-31422）

#### 演唱會DVD
- 2008年 20th Century Live Tour 2008 オレじゃなきゃ、キミじゃなきゃ 非我不可，非你莫屬 （AVBD-91700〜1/B〜C）
- 2009年 20th Century LIVE TOUR 2009 HONEY HONEY HONEY/We are Coming Century Boys LIVE Tour 2009 （AVBD-91742）

### Solo曲
- ダーザイン〜風の吹く街で〜（1997年）
- お前がいる（1998年）
- おやすみ（1998年）
- 20th Revolution（2001年）
- サイクルセンター長野（2003年）
- アップルパイ（2003年）
- 春を待とう（2008年）
- I・N・O＝NUT KID（2007年）
- 遠いところまで（2010年）

### 作詞・作曲
- ダーザイン〜風の吹く街で〜（作詞・作曲） - 收錄於TC專輯『ROAD』。

- おやすみ（作詞・作曲） - 收錄於TC專輯『! -attention-』。

- bird cage（作詞:20th Century、作曲:井之原快彦） - 收錄於TC單曲『Precious Love』。

- 20th Revolution（作詞・作曲） - 收錄於DVD『VERY HAPPY!!!』。

- ニコ(^^)ニコ（作曲） - 在巡迴演唱會中『V6 Summer Tour 2001 Volume6』披露。但並未收錄於任何CD・DVD。

- For you（作詞・作曲） - 收錄於DVD『LIV6』。CD未收錄。

- サイクルセンター長野（作詞・作曲） - 收錄於DVD『LOVE&LIFE 〜V6 SUMMER SPECIAL DREAM LIVE 2003〜』。CD未收錄。

- アップルパイ（作詞・作曲） - 收錄於DVD『LOVE&LIFE 〜V6 SUMMER SPECIAL DREAM LIVE 2003〜』。CD未收錄。

- LOVE&LIFE（作曲） - 收錄於DVD『LOVE&LIFE 〜V6 SUMMER SPECIAL DREAM LIVE 2003〜』。CD未收錄。

- 春を待とう（作詞・作曲） - 收錄於DVD『20th Century LIVE TOUR 2008 オレじゃなきゃ、キミじゃなきゃ』初回限定CD。主演電影『天国は待ってくれる』主題曲。

- I・N・O＝NUT KID（作詞・作曲） - 收錄於V6專輯『Voyager』初回限定盤B。

- おっイェイ！（作詞・作曲） - 收錄於V6專輯『Voyager』通常盤的隱藏曲。

- よかった。。。（作詞・作曲） - 在巡迴演唱會中『20th Century LIVE TOUR 2009 HONEY HONEY HONEY』披露。但並未收錄於任何CD・DVD未收錄。

- 選ぶ前に飛べ（作詞・作曲） - 收錄於DVD『V6 LIVE TOUR 2008 VIBES』初回限定版BONUS CD。

- わがままDEソーリー（作詞・作曲） - 收錄於DVD『20th Century LIVE TOUR 2008 オレじゃなきゃ、キミじゃなきゃ』。

- 〜此処から〜（作詞：V6、作曲：井之原快彦） - 收錄於V6精選專輯『SUPER Very best』初回限定盤A。

## 重要演出

### 電視節目

#### 新聞節目
- 《溫哥華冬季奧運》（2010年2月20日 - 2月28日、東京電視台） - 主持人
- 《朝一》（2010年3月29日 - 2018年3月30日、NHK綜合）- 主持人

#### 綜藝節目
- 小學生30人31腳全國大賽（2006年 - 2007年、朝日電視台） - 第3代節目主持人
- 出没!アド街ック天国（2015年4月4日 - 、東京電視台） - 第2代主持人

#### 特別節目
- NHK特集（NHK綜合） - 主持人
  - 過敏治愈吧！（「アレルギーを治せ!」、2011年11月20日）
  - 抗癌疫苗～為“夢幻的治療藥劑”而戰～（2012年11月18日）
  - 腸道菌群～解明！驚人的細菌力量～（2015年2月22日）
  - 發展障礙～待解惑的未知世界～（2017年5月21日）
  - 體感，東京直下型地震（日语：NHK東日本大震災プロジェクト）（2019年12月1日 - 12月8日）
  - 再次體感，東京直下型地震（2021年3月22日）
- 不可延期交貨!?列島縱斷 寶藏美食Grand Prix（2018年11月23日、NHK綜合）- 主持人
  - 列島縱斷 寶藏美食Grand Prix 2019（2019年10月14日、NHK綜合）
  - 列島縱斷 寶藏美食Grand Prix 2021（2021年1月11日、NHK綜合）
  - 列島縱斷 寶藏美食Grand Prix 2022（2022年1月1日、NHK BS Premium）
  - 列島縱斷 寶藏美食Grand Prix 2023（2023年1月9日、NHK綜合）
- 終於要開始了！BS4K BS8K 開局特集（2018年12月1日、NHK BS4K・NHK BS8K・NHK綜合）- 主持人
- 宇宙PROJECT 2019（2019年3月13日、TBS）- 主持人
- 24小時電視 「愛心救地球」（2020年8月22日 - 2020年8月23日、日本電視台） - 主持人
- 3.11感謝委員會（2021年3月13日、NHK綜合）
  - 3.11感謝委員會 2022（2022年3月12日、NHK綜合）
  - 3.11感謝委員會 2022（2023年3月11日、NHK綜合）
- レギュラー番組への道（NHK BS Premium） - 主持人
  - 今のうちに聞いておかないと一生後悔するよ「学生運動」（2021年8月20日）
  - 今のうちに聞いておかないと一生後悔するよ「オイルショック」（2021年8月27日）
  - ゆるスポ部、ガチです！〜運動オンチが下克上！？〜（１）（2022年2月18日）[8]
  - ゆるスポ部、ガチです！〜運動オンチが下克上！？〜（２）（2022年2月25日）
- メイちゃんとアンちゃん〜キラキラ人生の裏事情〜（2021年9月26日、每日放送）- 主持人
- 推し匠さんの幻ツアー（2022年3月19日、日本電視台）- MC [9]
- 鉄道ファンがガチ投票！駅総選挙（2022年5月2日、朝日電視台）- Special Presenter
- その後の人生 聞かせて下さい（2022年8月25日、NHK綜合）- MC
- あるあるR調査団！こんなところにニッポンが!?「ニッポン発！エコ活動“3R”を世界の調査団が大調査」（2022年10月10日、NHK教育） - 團長

#### 音樂節目
- 第43回 回憶的旋律（第43回思い出のメロディー、2011年8月13日、NHK綜合） - 主持人
- 第66回NHK紅白歌合戰（2015年12月31日、NHK綜合） - 白組主持
- 大家的歌60（みんなのうた60、2021年、NHK教育）- 推廣大使
  - 大家的歌60 SPECIAL ～60年 YEAR START！～（みんなのうた60スペシャル ～60年イヤースタート！～、2021年2月27日、NHK教育）- 主持人
  - 大家的歌60 直播 ～Birthday Special！～（みんなのうた60 生放送～バースデースペシャル！～、2021年4月3日、NHK教育）- 主持人
  - AIでせまる！『みんなのうた60』とっておき思い出スペシャル！（2022年1月24日、NHK教育） - 主持人
  - みんなのうた60フィナーレ～みんなと共にこれからも～（2022年3月5日、NHK教育）- 主持人

### 舞台劇
- PLAYZONE（日语：PLAYZONE）
  - 1991年 PLAYZONE'91 SHOCK
  - 1992年 PLAYZONE'92 さらばDiary
  - 1994年 PLAYZONE'94 MOON
  - 1995年 PLAYZONE'95 KING&JOKER
  - 1996年 PLAYZONE'96 RHYTHM
  - 1997年 PLAYZONE'97 RHYTHM II
  - 1998年 PLAYZONE'98 5night's
  - 1999年 PLAYZONE1999 Goodbye&Hello
  - 2000年 PLAYZONE2000 THEME PARK
  - 2001年 PLAYZONE2001 新世紀 EMOTION
- 1991年 BANDAI SUPER MUSICAL 聖鬥士星矢
- 1993年 ANOTHER
- 1994年 三越劇場 新春公演 春を待つ家
- 1995年 戰敗國的王子FORTINBRAS～ORIGINAL SMILE～（敗戦国の王子FORTINBRAS～ORIGINAL SMILE～）
- 1995年 双數姊妹（日语：双数姉妹）公演 哥薩克（コサック、私下演出）
- 1997年 京都Theatre1200（日语：京都劇場）落成特別公演 JOHNNY'S FANTASY・KYO TO KYO
- 1998年 緞帶騎士～鷲尾高校演劇部奮闘記～（リボンの騎士～鷲尾高校演劇部奮闘記～）
- 2000年 TOKYO SUNDANCE～我們的20世紀～（TOKYO SUNDANCE～俺達の20世紀～、TC 三人共演）
  - 2001年 TOKYO SUNDANCE～21世紀的訊息（TOKYO SUNDANCE～21世紀への伝言～、TC 三人共演）
- 2001年 東亞悲戀（東亜悲恋、與韓國女團S.E.S.成員Shoo共演）
  - 2002年 東亞悲戀（再演）
- 2002年 豬排搖滾〜花川助六物語（とんかつロック、TC三人共演）
- 2003年 TOYER
- 2004年 Say You Kids（TC三人共演）
- 2004年 Humble Boy
- 2007年 Inonaki（イノなき）
- 2008年 昭和島ウォーカー
- 2011年 芝浦ブラウザー
- 2017年 TWENTIETH TRIANGLE TOUR 戸惑いの惑星
  - 2019年 TWENTIETH TRIANGLE TOUR vol2 カノトイハナサガモノラ

### 音樂劇
- 1992年 MASK
- 1997年 MASK（再演、與坂本昌行・岡田准一共演）
- 2005年 The Producers（與長野博共演）
- 2007年 The Producers（與長野博共演）
- 2014年 百老匯音樂劇 ON THE TOWN（TC三人共演）

### 電視劇
※粗體字為主演
- 1991年 湘南暴走族（湘南ペンション通り、TBS）
- 1992年 白衣女人（白いシャツの女、富士電視台）
- 1993年 雙胞胎教師（ツインズ教師、朝日電視台）- 曾根和也
- 1994年 腕まくり看護婦物語II 奮闘編（富士電視台）
- 1994年 再見了螞蟻（アリよさらば、TBS）- 木村文雄
- 1994年 發達之路（お金がない!、富士電視台）- 相沢正人
- 1994年 世界奇妙物語 七夕特別篇～懲罰遊戲～（富士電視台）
- 1994年 家族A（TBS） - 河村宏樹
- 1994年 青春無悔（若者のすべて）第9話・第10話（富士電視台） - 飾 刺傷哲生和武志的少年
- 1995年 車站的故事 第2話 （STATION、日本電視台）- 田中孝平
- 1995年 第二次機會（第二春之禍）第7話・第8話 （セカンド・チャンス、TBS）- 倉田孝一
- 1995年 不結束的夏天（終らない夏、日本電視台）- 東野トオル
- 1995年 V之炎（Vの炎、富士電視台）- V6主演・井之原快彦
- 1996年 銀狼怪奇檔案～擁有兩種頭腦的少年～（銀狼怪奇ファイル～２つの頭脳を持つ少年～、日本電視台）- 蛭間純平
- 1996年 教練（コーチ、富士電視台）- 早川直人
  - 1997年 教練 SP（コーチスペシャル）
- 1997年 感應少年（サイコメトラーEIJI、日本電視台）- 田宮章吉
  - 1999年 感應少年 II（サイコメトラーEIJI 2）
  - 2000年 感應少年 SP～戰慄的殺人廚師～（サイコメトラーEIJI SP）
- 1997年 所謂勇氣之事（勇気ということ、日本電視台 24小時電視劇）- 川上良太
- 1998年 甜蜜的季節（スウィートシーズン、TBS）- 神田真治
- 1998年 認真的女人最美麗（お仕事です！、富士電視台）- 永瀬振一郎
- 1999年 黑道大飯店（プリズンホテル、朝日電視台）- 田村清次
- 1999年 前程錦繡 第8話（日本電視台）- 街頭藝人
- 2000年 殺意の涯て～広域指定188号の女～（朝日電視台）- 村木守
- 2001年 NO KISS（富士電視台）- 快彦
- 2002年 少年Tyre-室溫～夜の音樂～（富士電視台）- 木村、計程車司機
- 2003年 明天好天氣（あした天気になあれ、日本電視台）- 槙原公平
- 2004年 演技者-Iの世界（富士電視台）- 井上
- 2004年 世界奇妙物語 春季特別編～自我指南～（富士電視台）‐ 伊丹雅男
- 2004年 一番大切なデート 東京の空・上海の夢（TBS）- 宮林耕太
- 2006年 警視廳搜查一課9係（警視庁捜査一課9係、朝日電視台） - 淺輪直樹 
  - 2006年 警視廳搜查一課9係 SP
  - 2007年 警視廳搜查一課9係 第2季
  - 2008年 警視廳搜查一課9係 第3季
  - 2009年 新·警視廳搜查一課9係
  - 2010年 新·警視廳搜查一課9係 season 2
  - 2011年 新·警視廳搜查一課9係 season 3
  - 2012年 警視廳搜查一課9係 第7季
  - 2013年 警視廳搜查一課9係 第8季
  - 2014年 警視廳搜查一課9係 第9季
  - 2015年 警視廳搜查一課9係 第10季
  - 2016年 警視廳搜查一課9係 第11季
  - 2017年 警視廳搜查一課9係 第12季
- 2012年 被稱作早海的日子 （早海さんと呼ばれる日、富士電視台）- 早海恭一
  - 2012年 被稱作早海的日子SP（早海さんと呼ばれる日スペシャル）
- 2013年 東京風潮～下町大家族物語 （東京バンドワゴン〜下町大家族物語、日本電視台）- 藤島直也
- 2015年 媽媽 我沒事（母さん、僕は大丈夫、日本電視台 24小時電視劇） - 永田監督
- 2018年 特搜9（朝日電視台） - 淺輪直樹
  - 2019年 特搜9 第2季
  - 2020年 特搜9 第3季
  - 2021年 特搜9 第4季
  - 2022年 特搜9 第5季
  - 2023年 特搜9 第6季
  - 2024年 特搜9 第7季
  - 2025年 特搜9 final season
- 2019年 關西電視台60週年特別電視劇「當我笑的時候」（僕が笑うと、富士電視台）- 鈴木重三郎
- 2021年 Company〜逆轉的天鵝湖（カンパニー〜逆転のスワン〜、NHK BS Premium）- 青柳誠一
- 2021年 鬧鐘電視 「善有善報」（めぐる。、富士電視台）- 野島伸之[10]
- 2022年 夏洛克的孩子們（シャイロックの子供たち、WOWOW）- 西木雅博
- 2022年 無聊住宅區的所有家（つまらない住宅地のすべての家、NHK）- 丸川明

### 電影
※粗體字為主演
- 1994年 足球風雲（シュート!）- 佐佐木豐
- 2002年 PIKA☆NCHI系列（兼電影原案）- 鴨川かごめ
  - 2002年PIKA☆NCHI 生活艱難但是快樂 （ピカンチ LIFE IS HARDだけどHAPPY）
  - 2004年 PIKA☆☆NCHI 生活艱難所以快樂（ピカンチ LIFE IS HARDだからHAPPY）
  - 2014年 PIKA★☆★NCHI 生活艱難也許快樂（ピカンチ LIFE IS HARD たぶんHAPPY）
- 2003年 V6 向前衝（台灣譯名）（HARD LUCK HERO，V6全體共演）
- 2004年 雷鳥神機隊（台灣譯名）（Thunderbird，V6全體參與配音）
- 2005年 HOLD UP DOWN（V6全體共演）
- 2007年 天國也許可待（天国は待ってくれる） - 西岡宏樹
- 2010年 FLOWERS ‐ 宮澤晴夫
- 2020年 461個的便當（461個のおべんとう） - 鈴本一樹

### 動畫電影
- 2020年 角落小夥伴電影版：魔法繪本裡的新朋友 - 旁白[11]
- 2021年 角落小夥伴電影版：藍色月夜的魔法之子 - 旁白[12]
- 2023年 角落小夥伴電影版：奇幻的玩具工廠 - 旁白[13][14]
- 2025年 角落小夥伴電影版：空中的王國與兩位小夥伴 - 旁白[15][16]

### 書籍
- 2002年 『PIKA☆NCHI 生活艱難但是快樂』Scenario Book
- 2004年 『PIKA☆☆NCHI 生活艱難所以快樂』Scenario Book
- 2005年 アイドル武者修行 (偶像武者修行)
- 2007年 イノなき
- 2008年 アイドル武者修行2 (偶像武者修行2)

## 相關網站
- 傑尼斯事務所官方網站
- 傑尼斯事務所官網>V6專頁 （页面存档备份，存于）
- 傑尼斯事務所官網>20th Century專頁 （页面存档备份，存于）
- Avex V6 官方網站（页面存档备份，存于）（日語）
- 井之原快彥的Instagram帳戶
- 井之原快彥在互联网电影资料库（IMDb）上的資料（英文）